# Camillo Leonardi

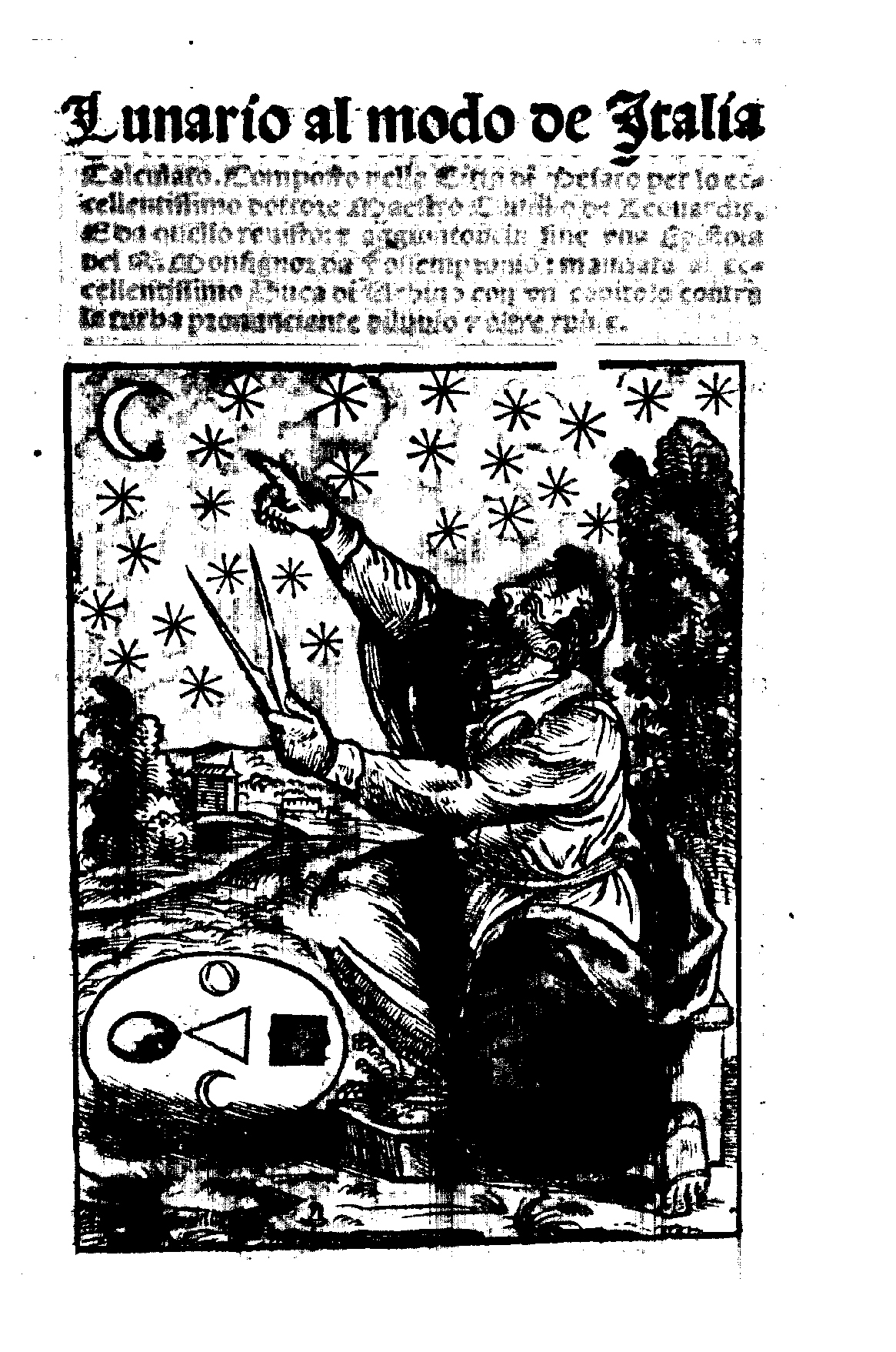
Lunario al modo de Italia calculato

Camillo Leonardi (Pesaro, XV secolo – XVI secolo) è stato un astronomo, astrologo e mineralogista italiano.

## Biografia
Fu cortigiano di Costanzo I Sforza e del figlio Giovanni Sforza. Conseguì un dottorato in medicina all'Università di Padova.
Nel 1502 pubblicò in latino a Venezia l’opera Speculum lapidum in cui elenca oltre 280 pietre, di cui non poche prive di riscontri mineralogici e quindi frutto della fantasia dei tempi precedenti. Vi tratta della corrispondenza delle pietre con i segni dello zodiaco ed esamina le virtù delle pietre lavorate, cioè scolpite per farne monili, dei sigilli e dei cammei, traendo notizie dall’astrologo arabo del medioevo Thābit ibn Qurra  (826-901). Sono presentate molte pietre preziose, pregiate, parecchie rocce, alcuni materiali oggi assimilabili ai fossili e praticamente tutti i metalli. Si tratta quindi di un’opera importante, con la quale si chiude quel tipo di ricerca che nell’età precedente aveva prodotto non molti volumi, il più pregiato dei quali è senz’altro il Lapidario del re spagnolo Alfonso X detto il Saggio. All’opera del Leonardi non mancò il successo riscontrabile anche in altre edizioni successive.

## Opere
- (LA) Speculum lapidum, Amburgo, Christian Liebezeit, 1717  [1502].
- Lunario al modo de Italia calculato, Venezia, Niccolò Zoppino, 1525.